# Orthognathinae
Sous-famille
Les Orthognathinae forment une sous-famille de coléoptères au sein de la famille des Dryophthoridae qui a été définie par l'entomologiste Théodore Lacordaire en 1865. Elle comprend deux tribus.

## Tribus
- Orthognathini Lacordaire, 1866
- Rhinostomini LeConte, 1874